# Франсуа Канробер
Франсуа Сертен де Канробер (фр. François Certain de Canrobert; 27 червня 1809 — 28 січня 1895) — французький військовий діяч, Маршал Франції (18 березня 1856 року), сенатор (17 серпня 1855 року).

## Біографія
Проходив службу в Алжирі. 13 січня 1850 року підвищений у бригадні, а 14 січня 1853 року в дивізійні генерали.
Під час Східної війни 1853—1856 років командував з 23 лютого по 26 вересня 1854 року спочатку 1-ю піхотною дивізією, потім, після смерті маршала Леруа де Сент-Арно, взяв 26 вересня головне командування над французькою армією під Севастополем. 8—18 квітня 1855 року союзники зробили потужне бомбардування Севастополя. У результаті велика частина оборонних споруджень росіян була зруйнована. Проте штурму не було: командувачі арміями союзників вели по телеграфу нескінченні суперечки зі своїми урядами щодо деталей операції. У результаті оскаженілий втручанням у свої справи генерал Франсуа Канробер подав у відставку.
16 травня 1855 року він здав головне командування генералові Пелісьє, залишаючись при облогових військах командувачем 16—25 травня I корпусом, а з 21 травня по 1 серпня 1855 року 1-ю піхотною дивізією II корпусу Східної армії.
З 1 серпня 1855 по 18 березня 1856 року був ад'ютантом імператора Наполеона III.
З 1 червня 1858 по 22 квітня 1859 року і з 10 березня по 14 жовтня 1862 року був Головнокомандувачем Шалонським табором.
Під час австро-італійської війни 1859 року з 22 квітня командував III корпусом Італійської Французької армії; залишаючись на посаді командира корпусу до 10 березня 1862 року. 14 жовтня 1862 року отримав у командування IV корпус.
З 22 червня 1865 року командир I корпусу й одночасно 1-го Військового округу (Париж).
Під час франко-пруської війни 1870 року, з 17 липня 1870 року командував VI корпусом Рейнської армії, 12 серпня відмовився взяти загальне командування Рейнською армією, і Головнокомандувачем став маршал Франсуа Ашиль Базен. Брав провідну участь у боях за Мец, а після капітуляції Рейнської армії з 28 жовтня 1870 по березень 1871 року перебував у німецькому полоні.
Після війни займав пост члена Вищої військової ради Франції (6 жовтня 1872 — 11 березня 1874 року), був сенатором від департаменту Шаранти (9 листопада 1879 — 7 січня 1894 року).

## Нагороди
- Орден Почесного легіону:
  - Кавалер (11 листопада 1837);
  - Офіцер (6 серпня 1843);
  - Командор (10 грудня 1849);
  - Великий офіцер (21 жовтня 1854);
  - Кавалер Великого хреста ордена Святих Маврикія й Лазаря (20 травня 1855);
- Військова медаль (13 січня 1855);
- Пам'ятна медаль за італійський похід (1859);
- Пам'ятна медаль за Крим (Велика Британія);
- Лицар Великого хреста Ордена Бані (Велика Британія);
- Кавалер Великого хреста Ордена Ніхам Іфтікар (Туніс);